# Карибская многонациональная судоходная компания
Карибская многонациональная судоходная компания (исп. Empresa Naviera Multinacional de Caribe, S.A., NAMUCAR) — международная судоходная компания.

## История
29 июля 1975 года на 16-м консультативном заседании Организация американских государств отменила свои санкции против Кубы (введённые в июле 1964 года под давлением США). 
17 октября 1975 года Куба совместно с 22 другими странами подписала документ о создании Латиноамериканской экономической системы, одним из элементов которой стала собственная судоходная компания. Компания была создана в декабре 1975 года для обслуживания морских перевозок стран Карибского бассейна морским транспортом стран-участников. В это время, в 1975 году свыше 90% всех морских перевозок в Карибском бассейне осуществляли судоходные компании США, Великобритании, Нидерландов и ФРГ. Создание собственной компании позволяло государствам-участникам производить взаимные расчёты в валюте этих стран (без использования иностранных валют), шире использовать неденежные формы оплаты (бартерные сделки, предоставление льгот и др.). Ещё одной из задач компании (зафиксированной в учредительных документах) является стимулирование экономических связей между государствами-участниками. 
Компания начала функционировать с 1976 года. После победы Сандинистской революции 19 июля 1979 года к деятельности компании присоединилась Никарагуа.
К началу 1980 года уставной капитал компании составлял 100 млн. долларов США, в её деятельности участвовали Венесуэла, Колумбия, Коста-Рика, Куба, Мексика, Никарагуа, Панама и Ямайка; флот компании состоял из судов стран-участниц и зафрахтованных иностранных судов, он действовал преимущественно в бассейне Карибского моря и перевозил грузы семи латиноамериканских государств.
В это же время было принято решение о расширении географии деятельности и сферы деятельности компании - было запланировано приобретение новых судов и начало в 1980 году реконструкции портов на тихоокеанском побережье Гватемалы и Коста-Рики, на атлантическом побережье Никарагуа и Коста-Рики, а также на побережье залива Фонсека в Гондурасе с целью превращения их в международные морские порты.

## Структура
Руководящими органами компании являются административный совет и общее собрание акционеров.
Компания имеет право открывать филиалы в странах Карибского бассейна и за их пределами. 